# پیل ترایدنت
پیل ترایدنت (Peel Trident) خودرویی است که در سال‌های ۱۹۶۵ تا ۱۹۶۶Approximately ۴۵ produced تولید شده‌است. طراحی آن توزیع نیروی پیشران بوده طول آن در حالت طبیعی ۱۸۳ سانتیمتر (۷۲٫۰ اینچ) و عرض آن در حالت طبیعی ۱۰۷ سانتیمتر (۴۲٫۱ اینچ) و وزن آن در حالت طبیعی ۹۰ کیلوگرم (۱۹۸ پوند) است.
موتور آن DKW ۴۹ cc, ۴.۲ hp + some cars made with Triumph Tina ۹۹ cc سی‌سی سیستم جعبه‌دندهٔ آن ۳ دنده به صورت دستی است.